# Recentiores episcoporum synodi
Recentiores episcoporum synodi ist ein Schreiben der Kongregation für die Glaubenslehre der römisch-katholischen Kirche vom 17. Mai 1979 zu eschatologischen Fragen, das in der deutschen Übersetzung Schreiben zu einigen Fragen der Eschatologie genannt wird. In ihm werden wesentliche Aussagen zur Eschatologie getroffen und klargestellt.
Im Kern werden folgende Aussagen getroffen: 

„1. Die Kirche glaubt an die Auferstehung der Toten (vgl. das Apostolische Glaubensbekenntnis).
2. Die Kirche versteht diese Auferstehung so, daß sie den ganzen Menschen betrifft; dies ist für die Auserwählten nichts anderes als die Ausweitung der Auferstehung Christi selber auf die Menschen.
3. Die Kirche hält an der Fortdauer und Subsistenz eines geistigen Elementes nach dem Tode fest, das mit Bewußtsein und Willen ausgestattet ist, so daß das „Ich des Menschen“ weiterbesteht, wobei es freilich in der Zwischenzeit seiner vollen Körperlichkeit entbehrt. Um dieses Element zu bezeichnen, verwendet die Kirche den Ausdruck „Seele“, der durch den Gebrauch in der Heiligen Schrift und in der Tradition sich fest eingebürgert hat. Obwohl sie nicht übersieht, daß dieser Ausdruck in der Heiligen Schrift verschiedene Bedeutungen hat, ist sie doch der Auffassung, daß es keinen stichhaltigen Grund dafür gibt, ihn abzulehnen, zumal ja irgendein sprachlicher Ausdruck zur Stütze des Glaubens der Christen einfach notwendig ist.
4. Die Kirche lehnt alle Denk- und Sprechweisen ab, durch die ihre Gebete, die Beerdigungsriten und der Totenkult ihren Sinn verlören und unverständlich würden: denn all das stellt in seiner Substanz einen Locus Theologicus dar.
5. Die Kirche erwartet gemäß der Heiligen Schrift „die Erscheinung unseres Herrn Jesus Christus in Herrlichkeit“ (Dei verbum, I, 4), die nach ihrem Glauben jedoch als unterschieden und abgesetzt zu verstehen ist von der Situation des Menschen unmittelbar nach seinem Tod.
6. Die Kirche schließt in ihrer Lehre über das Schicksal des Menschen nach seinem Tod jede Erklärung aus, die die Bedeutung der Aufnahme Mariens in den Himmel an jenem Punkt auflösen würde, der ihr allein zukommt: daß nämlich die leibliche Verherrlichung der allerseligsten Jungfrau die Vorwegnahme jener Verherrlichung ist, die für alle übrigen Auserwählten bestimmt ist.
7. Die Kirche glaubt, indem sie am Neuen Testament und an der Überlieferung treu festhält, an die Seligkeit der Gerechten, die einmal bei Christus sein werden. Eben so glaubt sie, daß eine ewige Strafe den Sünder so trifft, daß er der Anschauung Gottes beraubt wird und daß die Auswirkung dieser Strafe das ganze Sein des Sünders erfaßt. Was aber die Auserwählten betrifft, so glaubt sie, daß vor der Anschauung Gottes eine Reinigung stattfinden kann, die jedoch von der Strafe der Verdammten völlig verschieden ist. Das meint die Kirche, wenn sie von Hölle und Fegfeuer spricht.
Wenn man über das Geschick des Menschen nach dem Tode spricht, so muß man sich besonders vor Darstellungsweisen hüten, die sich ausschließlich auf willkürliche Phantasievorstellungen stützen; Übertreibungen in dieser Hinsicht sind nämlich ein nicht geringer Grund für die Schwierigkeiten, denen der christliche Glaube häufig begegnet. Jene Bilder hingegen, welche wir in der Heiligen Schrift verwandt finden, verdienen eine besondere Ehrfurcht. Man muß ihren tieferen Sinn verstehen und die Gefahr vermeiden, sie allzu sehr abzuschwächen, weil das oft die Wirklichkeit selbst verflüchtigt, die in diesen Bildern angedeutet wird.“